# Éxitos rebeldes karaoke vol. 2
Éxitos Rebeldes Karaoke Vol.2 es el segundo álbum de Karaoke de la agrupación mexicana RBD. Lanzado el 2 de agosto de 2007, al igual que el volumen 1, bajo I.M. Records.

## Información
El álbum fue lanzado el 2 de agosto de 2007, al igual que el volumen 1, contiene 11 temas correspondientes a sus álbumes "Rebelde", "Nuestro Amor", "Celestial" y el tema «Tu amor» de su primer álbum en inglés titulado "Rebels".

## Lista de canciones
1. "Ser o Parecer" - (RBD) - 3:41
2. "Nuestro amor" - (RBD) - 3:36
3. "Otro Día Que Va" - (RBD) - 3:37
4. "Una Canción" - (RBD) - 3:48
5. "Tenerte y Quererte" - (RBD) - 3:35
6. "A Tu Lado" - (RBD) - 3:57
7. "Cuando el Amor Se Acaba" - (RBD) - 3:31
8. "Fuego" - (RBD) - 3:09
9. "Enseñame" - (RBD) - 3:50
10. "Me Voy" - (RBD) - 3:22
11. "Tu Amor" - (RBD - Versión en inglés) - 3:57